# Peter de Cruz
Peter de Cruz (ur. 4 stycznia 1990 w Londynie) – szwajcarski curler, mistrz świata juniorów 2010, reprezentuje genewski Curling club de Genève.
De Cruz w curling gra od 2000. Po sześciu latach gry zdobył brąz w rywalizacji juniorów grupy B a po kolejnych dwóch brąz w najwyższych krajowych rozgrywkach juniorskich.
Jego drużyna zdobyła juniorskie mistrzostwo Szwajcarii 2010. Zespół wystąpił na MŚ 2010. Szwajcarzy z siedmioma wygranymi i dwoma porażkami z 3. miejsca awansowali do fazy play-off. W niższym meczu de Cruz pokonał 5:4 Kanadyjczyków (Jake Walker). W półfinale Szwajcarzy zdołali pokonać Chińczyków (Ji Yansong) 4:3, by ostatecznie zdobyć złote medale w finale przeciwko Szkotom (Ally Fraser). De Cruz przejął ostatni end za jeden i wygrał mecz 7:6.
W sezonie 2010/2011 pozostał kapitanem drużyny lecz zagrywał kamienie na trzeciej pozycji. Szwajcarzy na MŚJ 2011 dotarli do finału, ulegli jednak Szwedom (Oskar Eriksson) 5:6.
Pierwszy raz w rozrywkach Wielkiego Szlema wziął udział w Masters of Curling 2012. Jego drużyna nie zdołała zakwalifikować się do fazy play-off przegrywając mecz barażowy. Również na rundzie grupowej kończyły się dwa kolejne występy.
W 2014 Peter de Cruz zadebiutował na mistrzostwach świata. Szwajcarzy w rundzie grupowej wygrali 7 spotkań, co pozwoliło im na awans do kolejnej części rozgrywek. W dolnym meczu Page play-off ulegli 2:5 Szwedom (Oskar Eriksson). W małym finale rywalizowali przeciwko Kanadyjczykom (Kevin Koe), zdobyli brązowe medale pokonując przeciwników 7:5.

## Wielki Szlem
| Turniej                | 2012/2013 | 2013/2014 | 2014/2015 |
| ---------------------- | --------- | --------- | --------- |
| Canadian Open          | x         | x         |           |
| Masters                | x         | A         | x         |
| The National           | x         | A         | x         |
| Elite 10               | –         | –         |           |
| Players’ Championships | A         | A         |           |

| A  | = nie uczestniczył                         |
| x  | = nie zakwalifikował się do fazy finałowej |
| QF | = ćwierćfinał                              |
| SF | = półfinał                                 |
| F  | = finał                                    |
| W  | = zwycięstwo                               |

## Drużyna
|           | Czwarty        | Trzeci         | Drugi         | Otwierający    |
| --------- | -------------- | -------------- | ------------- | -------------- |
| od 2014   | Benoît Schwarz | Peter de Cruz  | Claudio Pätz  | Valetin Tanner |
| 2012/2014 | Benoît Schwarz | Peter de Cruz  | Dominik Märki | Valetin Tanner |
| 2011/2012 | Peter de Cruz  | Benoît Schwarz | Gilles Vuille | Valetin Tanner |
| 2010/2011 | Benoît Schwarz | Peter de Cruz  | Roger Gulka   | Valetin Tanner |
| 2009/2010 | Peter de Cruz  | Benoît Schwarz | Roger Gulka   | Valetin Tanner |